# NGC 4631
NGC 4631 је спирална галаксија у сазвежђу Ловачки пси која се налази на NGC листи објеката дубоког неба.
Деклинација објекта је + 32° 32' 30" а ректасцензија 12h 42m 7,6s. Привидна величина (магнитуда) објекта NGC 4631 износи 9,0 а фотографска магнитуда 9,7. Налази се на удаљености од 7,260 милиона парсека од Сунца. NGC 4631 је још познат и под ознакама UGC 7865, MCG 6-28-20, CGCG 188-16, IRAS 12396+3249, KCPG 350A, ARP 281, KUG 1239+328B, PGC 42637.